# Léon Fairmaire
Léon Marc Herminie Fairmaire (París, 29 de junio de 1820-París 1 de abril de 1906), fue un entomólogo francés.

## Biografía
En sus primeros años de estudio tuvo como preceptor al hermano del jurista francés Jean Anthelme Brillat-Savarin con quien se formó en Derecho pero, debido a las consecuencias económicas después de la Revolución de 1848, tuvo que trabajar en la administración pública. Especializado en coleópteros, en 1843 publicó su primer trabajo, Description de trois nouvelles espèces de Coléoptères de l'Océanie, en los Annales de la Sociedad Entomológica de Francia (Société entomologique de France), de la que era miembro desde el año anterior. Había ingresado gracias a la nominación de quien era en ese momento secretario de la SEF, el entomólogo Eugène Desmarest. Posteriormente publicó alrededor de 450 trabajos en revistas científicas, principalmente sobre el orden Coleóptera, aunque también escribió sobre hemípteros. En 1854 y 1881 fue elegido presidente de la Sociedad Entomológica y desde 1893 fue su presidente honorario. Su variada colección de insectos, con especímenes de muchos lugares del mundo, fue adquirida, después de su fallecimiento, por el Museo Nacional de Historia Natural de Francia.

## Honores

### Eponimia
Muchas especies de escarabajos fueron nombradas en su honor con el epíteto específico «fairmairei». Algunas de ellas son: Acalymma fairmairei Baly, 1886, Agrianome fairmairei Montrouzier, 1861, Cyrtonus fairmairei Rosenhauer, 1856, Exosoma fairmairei Jacoby, 1895, Galerucella fairmairei Laboissiere, 1922, Mordella fairmairei Píc, 1908, Mordellistena fairmairei Csiki, 1915, Pentispa fairmairei Chapuis, 1877, Prasocuris fairmairei Brisout, 1866 y Theopea fairmairei Duvivier, 1885.

## Abreviatura (zoología)
La abreviatura Fairmaire  se emplea para indicar a Léon Fairmaire como autoridad en la descripción y taxonomía en zoología.